# Marjorie Monaghan
Marjorie Susan Monaghan (Orange County (Californië), 19 maart 1964) is een Amerikaanse actrice.

## Biografie
Monaghan is geboren in Orange County (Californië), maar groeide op in Cincinnati Ohio. Tijdens haar tijd op de high school begon zij met acteren op het schooltoneel.
Monaghan begon in 1990 met acteren voor televisie in de televisieserie H.E.L.P. Hierna heeft zij nog meerdere rollen gespeeld in televisieseries en films zoals The Bonfire of the Vanities (1990), Babylon 5 (1997–1998) en Andromeda (2004).
Monaghan is in 2011 getrouwd met filmproducent en scenarioschrijver Grant Rosenberg.

## Filmografie

### Films
- 1998 The Warlord: Battle for the Galaxy – Jana
- 1998 Sorcerers – Kree
- 1994 Jack Reed: A Search for Justice – Lorelei Bradley
- 1992 Nemesis – Jared
- 1991 Regarding Henry – Julie
- 1991 Aftermath: A Test of Love – Erica
- 1990 The Bonfire of the Vanities – Evelyn Moore

### Televisieseries
Uitgezonderd eenmalige gastrollen.
- 2004 Andromeda – Lousia Messereau - 2 afl.
- 1999 Rescue 77 – Kathleen Ryan - 8 afl.
- 1997-1998 Babylon 5 – Number One / Tessa Holloran - 7 afl.
- 1993-1994 Space Rangers – JoJo - 6 afl.
- 1990 H.E.L.P. – Jean Ballantry - 6 afl.

### Theaterwerk
- Romeo en Julia – als Lady Capulet
- Crimes of the Heart
- As You Like It – als Rosalind
- Sister Mary Ingnatius… – als Diane
- Gas, I as Gentleman in Black
- The Diviners – als Norma Henshaw
- Aria da Capo – als Corthurnus
- Talking With – als Moira